# Centro de interpretación de la minería (Barruelo de Santullán)
El Centro de interpretación de la Minería es un conjunto formado por un museo minero, una mina de carbón visitable y un centro cultural, ubicados en Barruelo de Santullán, provincia de Palencia, Castilla y León, España.

## Historia
Debido a la creciente demanda de información sobre la minería palentina, y como preservación del patrimonio histórico de la misma, en 1999 se inauguró en Barruelo este centro de interpretación de la minería. El complejo está compuesto por una mina visitable, un centro cultural y un área de interpretación de la minería. El área museística dispone de 600 m² de exposiciones, donde a través de un recorrido temático e interactivo se trata todo lo relacionado con la minería, sus aspectos técnicos y humanos, así como el entorno geográfico de la zona. Durante su primer año de funcionamiento, el museo fue visitado por unas 22 000 personas.

## Exposiciones
Ubicado en el antiguo edificio de las desaparecidas Escuelas Nacionales, tiene un recorrido vertebrado por 9 salas, incluye áreas temáticas como el proceso de la creación del carbón, su uso por el hombre o su localización y situación en la corteza terrestre. Todo ello apoyado por ordenadores, maquetas, vídeos, fósiles, minerales, pantallas táctiles y diagramas.
En la planta de arriba se puede hacer un recorrido por el interior de la mina, aprender los oficios mineros, conocer los tipos de carbón, contemplar las herramientas y máquinas necesarias en una mina, las manifestaciones artísticas que permiten los minerales y el canal subterráneo de Orbó. Todo esto acompañado de una maqueta del Pozo Calero, de vídeos y de paneles.
Además desde la planta de arriba hay una interesante galería desde las que se ven muchas de las importantes huellas del pasado minero de la localidad sede del museo y de la cuenca minera palentina.
El conjunto se completa con una mina visitable situada a aproximadamente 1,5 km del museo.